# 雪渓

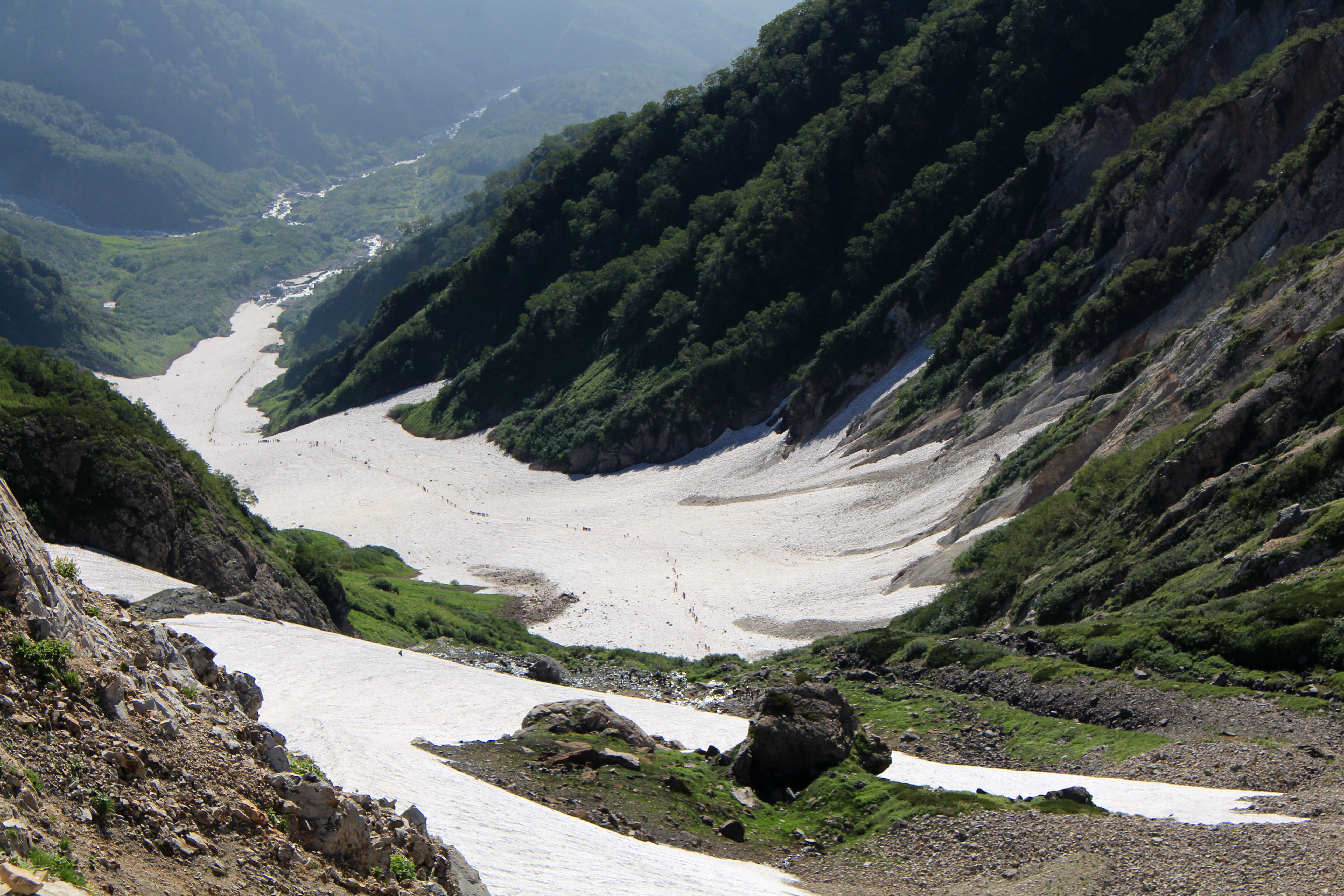
日本で見られる代表的な雪渓のひとつ白馬大雪渓、夏山登山などで雪渓が登山道として利用されている

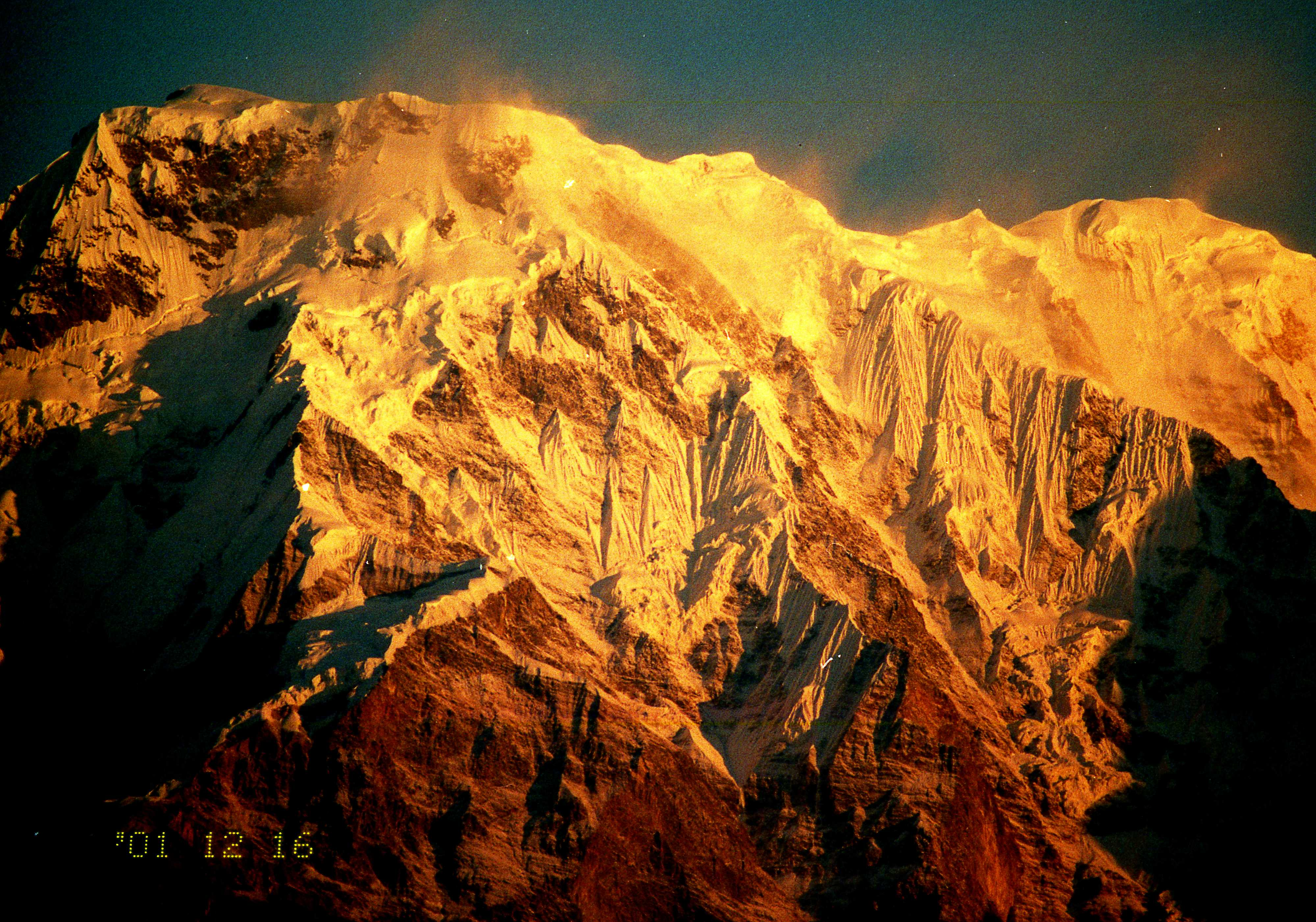
年間を通して巨大な雪渓が幾条にも見られるアンナプルナ連峰

雪渓（せっけい）とは、山岳地帯の谷や斜面に夏期でも局地的に残っている積雪のこと。

## 概要
高山では標高が高いために年間を通して気温が低く、積雪が解けずに残ることが多い。残雪が融けないまま越年するものを多年性雪渓または万年雪という。ただし、多年生雪渓（万年雪）は永続的に存在しているわけではなく長くても数十年である。
氷河とは異なる点は雪渓は顕著な流動現象を示さない点にある。ただし、雪渓も氷河と同様に下部に流動する氷体をもつ場合があり、雪渓の研究と氷体の研究には共通点がある。富山県の立山の御前沢雪渓、および剱岳の三ノ窓・小窓雪渓に存在する氷体は年間を通じて流動しており、日本で数少ない氷河であることが確認されている。
雪渓の歩行には、危険が伴うためアイゼンなどの補助具が必要である。また、クレバスができていたり、雪庇を形成している場合もあり、歩行には十分な注意が必要とされる。
雪渓の存在は地形的な要因が大きいが、雪渓の存在は周囲の植生、気候、水文環境などに独特な環境を作り出している。
雪渓は「白馬大雪渓」のように固有名称としても使用される。
代表的な雪渓のひとつである白馬大雪渓は、幅100m、長さ3.5kmにも及び、日本三大雪渓のひとつに数えられる。雪渓の上に続く長い行列は、白馬岳の風物詩となっている。また、山名自体が特徴的な雪渓に由来する場合もある。このように、雪渓は山を形成する重要な要素の一つと言える。
雪渓は天然の貯水池の役割を果たしており、山岳積雪や氷河は未だに開発が進んでいない水資源として注目されている。

## 日本三大雪渓
| 名称                  | 長さ (m) | 所在地                          | 河川名            | 地形図                          | 画像                                                                                 |
| --------------------- | -------- | ------------------------------- | ----------------- | ------------------------------- | ------------------------------------------------------------------------------------ |
| 白馬大雪渓 （はくば） | 3,500    | 白馬岳と杓子岳との 東面の谷     | 北股入 松川の支流 | 地図閲覧サービス （国土地理院） | 白馬岳の山頂部から見下ろす白馬大雪渓（2015年8月1日）                                 |
| 針ノ木雪渓            | 700      | 針ノ木岳と蓮華岳との 北東面の谷 | 篭川 高瀬川の支流 | 地図閲覧サービス                | 爺ヶ岳から望む針ノ木岳の針ノ木雪渓（左上部が雪渓の上端となる針ノ木峠、2015年7月7日） |
| 剱沢雪渓              | 1,600    | 剱岳と別山との 東面の谷         | 剱沢 黒部川の支流 | 地図閲覧サービス                | 別山から望む剱沢雪渓の上部と剱岳（1995年8月20日）                                    |

## 季語
季語としての雪渓（せっけい）は、夏の季語（晩夏の季語）。分類は地理。通用語とは少し違って、季語としての「雪渓」は、残雪や万年雪の見える夏の高山の渓谷を指す。
子季語として、クレバスがある。